# Посольство України в Норвегії
Посольство України у Норвегії (норв. Ukrainas ambassade i Norge) — дипломатична місія України у Королівстві Норвегія, розміщена в Осло.

## Завдання посольства
Основне завдання Посольства України в Осло представляти інтереси України, сприяти розвиткові політичних, економічних, культурних, наукових та інших зв'язків, а також захищати права та інтереси громадян і юридичних осіб України, які перебувають на території Норвегії.
Посольство сприяє розвиткові добросусідських відносин між Україною і Королівством Норвегія на всіх рівнях, з метою забезпечення гармонійного розвитку взаємних відносин, а також співробітництва з питань, що становлять взаємний інтерес. Посольство виконує також консульські функції.

## Історія посольства
Після проголошення незалежності Україною 24 серпня 1991 року Норвегія визнала Україну 24 грудня 1991 року. 5 лютого 1992 року між Україною та Норвегією було встановлено дипломатичні відносини.
У жовтні 2001 року в Осло створено Дипломатичне представництво України у Королівстві Норвегія, яке у вересні 2004 року було перетворено на Посольство України в Норвегії.
Указом Президента України № 992/2004 від 25.08.2004 р. Надзвичайним і Повноважним Послом України в Королівстві Норвегія призначений Сагач Ігор Михайлович.
Указом Президента України № 399/2008 від 25.04.2008 р. Надзвичайним і Повноважним Послом України в Королівстві Норвегія призначений Цвєтков Олександр Глібович.
Указом Президента України № 162/2012 від 29.02.2012 р. Надзвичайним і Повноважним Послом України в Королівстві Норвегія призначений Оніщенко Юрій Володимирович. 
Указом Президента України № 266/2016 від 18.06.2016 р. Надзвичайним і Повноважним Послом України в Королівстві Норвегія призначений Яцюк Вячеслав Вікторович.
Указом Президента України № 73/2024 від 11.02.2024 р. Надзвичайним і Повноважним Послом України в Королівстві Норвегія призначений Головченко Ігор Володимирович.
Указом Президента України № 218/2025 від 07.04.2025 р. Надзвичайним і Повноважним Послом України в Королівстві Норвегія призначений Гавриш Олексій Петрович.

## Керівники дипломатичної місії
| N  | Країна             | Посол                           | Зображення | Термін                               |
| -- | ------------------ | ------------------------------- | ---------- | ------------------------------------ |
| 1  | УНР                | Антонович Дмитро Володимирович  |            | (1918)                               |
| 2  | Українська Держава | Баженов Борис Петрович          |            | (1918)                               |
| 3  | УНР                | Лоський Костянтин Володимирович |            | (1918—1920)                          |
| 4  | Україна            | Масик Костянтин Іванович        |            | (1992—1997), посол (за сумісництвом) |
| 5  | Україна            | Подолєв Ігор Валентинович       |            | (1998—1999) за сумісництвом          |
| 6  | Україна            | Сліпченко Олександр Сергійович  |            | (1999—2002) за сумісництвом          |
| 7  | Україна            | Назаров Георгій Павлович        |            | (2001-2004) т. п. резидент           |
| 8  | Україна            | Сагач Ігор Михайлович           |            | (2004—2008)                          |
| 9  | Україна            | Цвєтков Олександр Глібович      |            | (2008—2011)                          |
| 10 | Україна            | Пантус Віталій Васильович       |            | (2011—2012) т. п.                    |
| 11 | Україна            | Оніщенко Юрій Володимирович     |            | (2012—2014)                          |
| 12 | Україна            | Грабовецький Олег Васильович    |            | (2014—2016) т. п.                    |
| 13 | Україна            | Яцюк Вячеслав Вікторович        |            | (2016—2022)                          |
| 14 | Україна            | Гончаревич Лілія Георгіївна     |            | (2022—2023) т. п.                    |
| 15 | Україна            | Головченко Ігор Володимирович   |            | (2023—2025) т. п.                    |
| 16 | Україна            | Гавриш Олексій Петрович         |            | (2025—)                              |

## Візити лідерів
| №  | Країна | Дата                         | Посада                                                        | Ім'я                  | Місце зустрічі       |
| -- | ------ | ---------------------------- | ------------------------------------------------------------- | --------------------- | -------------------- |
| 1  |        | лютий 1992 р.                | Міністр закордонних справ Норвегії                            | Торвальд Столтенберг  | Київ                 |
| 2  |        | березень 1996 р.             | Міністр закордонних справ України                             | Геннадій Удовенко     | Осло                 |
| 3  |        | травень 1999 р.              | Президент Стортингу                                           | Кірсті Колле Грендаль | Київ                 |
| 4  |        | листопад 2000 р.             | Міністр закордонних справ Норвегії                            | Турб'єрн Ягланд       | Київ                 |
| 5  |        | лютий 2003 р.                | Голова Верховної ради України                                 | Володимир Литвин      | Осло                 |
| 6  |        | червень 2004 р.              | Міністр закордонних справ України                             | Костянтин Грищенко    | Осло                 |
| 7  |        | 31 травня — 2 червня 2005 р. | Віце-прем'єр-міністр України з питань європейської інтеграції | Олег Рибачук          | Осло                 |
| 8  |        | 2005 р.                      | Президент Стортингу                                           | Турб'єрн Ягланд       | Київ                 |
| 9  |        | 30 — 31 травня 2006 р.       | Міністр закордонних справ Норвегії                            | Йонас Гар Стьоре      | Київ                 |
| 10 |        | 2009 р.                      | Президент Стортингу                                           | Турб'єрн Ягланд       | Київ                 |
| 11 |        | 11 — 12 вересня 2014 р.      | Голова Верховної ради України                                 | Олександр Турчинов    | Осло                 |
| 12 |        | 18 жовтня 2016 р.            | Президент України                                             | Петро Порошенко       | Осло                 |
| 13 |        | 8 травня 2022 р.             | Міністр закордонних справ Норвегії                            | Аннікен Гуйтфельдт    | Київ                 |
| 14 |        | 1 липня 2022 р.              | Прем'єр-міністр Норвегії                                      | Йонас Гар Стьоре      | Київ Чернігів Ягідне |
| 15 |        | 28 листопада 2022 р.         | Міністр закордонних справ Норвегії                            | Аннікен Гуйтфельдт    | Київ                 |
| 16 |        | 10 березня 2023 р.           | Міністр оборони Норвегії                                      | Бйорн Арільд Грам     | Київ                 |
| 17 |        | 28 квітня 2023 р.            | Міністр закордонних справ Норвегії                            | Аннікен Гуйтфельдт    | Одеса                |
| 18 |        | 15 — 18 травня 2023 р.       | Голова Верховної Ради України                                 | Руслан Стефанчук      | Осло                 |
| 19 |        | 24 серпня 2023 р.            | Прем'єр-міністр Норвегії                                      | Йонас Гар Стьоре      | Київ                 |
| 20 |        | 13 грудня 2023 р.            | Президент України                                             | Володимир Зеленський  | Осло                 |
| 21 |        | 15 — 17 квітня 2024 р.       | Міністр закордонних справ Норвегії                            | Еспен Барт Ейде       | Київ Одеса           |

## Відносини з Норвегією

### Політичні відносини між Україною та Норвегією
Динаміка політичного діалогу:
Протягом 2023 року відбулося 23 заходи найвищого рівня, у т. ч. зустрічі і телефонні розмови: чотири телефонні розмови Президента України Володимира Зеленського з Прем’єр-міністром Йонасом Гаром Стьоре (03.01, 13.02, 27.06, 18.10).
П’ять зустрічей Президента України В. Зеленського з Прем’єр-міністром Й. Г. Стьоре: на полях саміту Україна — Північна Європа в м. Гельсінкі (03.05), на полях саміту Європейської політичної спільноти в м. Кишинів (01.06), на полях саміту НАТО у м. Вільнюсі (11.07), в рамках візиту глави норвезького уряду в Україну (24.08) та в рамках візиту Президента України до Норвегії (13.12), зустріч Президента України В. Зеленського з міністром оборони Б'єрном Арільдом Грамом (10.03), онлайн-виступ Президента України В. Зеленського в Стортингу перед лідерами політичних партій Норвегії з подякою за схвалений пакет підтримки для України (16.02), виступ Президента України В. Зеленського в Стортингу в рамках візиту до Норвегії (13.12), дві зустрічі Прем’єр-міністра України Дениса Шмигаля з Прем’єр-міністром Й. Г. Стьоре: в м. Рейк'явіку (17.05) та в рамках візиту глави норвезького уряду в Україну (24.08), розмова у форматі відеоконференції Голови Верховної Ради України (ВРУ) Руслана Стефанчука з Президентом Стортингу Масудом Гараххані (29.03), три зустрічі Голови ВРУ Р. Стефанчука з Президентом Стортингу М. Гаракхані (м. Прага 24.04), у рамках візиту Голови ВРУ Р. Стефанчука до Норвегії 15 — 18.05 (м. Прага 23.10), дві телефонні розмови Міністра закордонних справ України Д. Кулеби з Міністром закордонних справ (20.01 та 24.10) та три зустрічі Міністра Д. Кулеби з Міністром закордонних справ (28.04 в рамках візиту міністрів закордонних справ країн Північної Європи та Балтії до м. Одеси, 29.11 в м. Брюсселі та 13.12 в м. Осло).
Міжпарламентське співробітництво:
16 травня 2023 р. у ході візиту Голови ВРУ Р. Стефанчука до Норвегії було підписано Меморандум про взаєморозуміння між Верховною Радою України і Стортингом Королівства Норвегія. На виконання цього Меморандуму, 27 листопада — 1 грудня 2023 р. в м. Осло перебувала делегація Апарату ВРУ з метою взаємного обміну досвідом з Адміністрацією Стортингу.
Двосторонні органи співробітництва:
Українсько-норвезька міжурядова комісія з питань співробітництва у галузі торгівлі, підприємництва та економіки (три засідання: 27.09.2016 в м. Осло, 11.09.2018 у м. Києві, 12.11.2020 — відеоконференція); Двостороння робоча група з питань ядерної захищеності, ядерної безпеки та аварійної готовності (установче засідання – 29.05.2019 в Києві). 
Договірно-правова база: 43 чинних документи
Основні документи: 
Угода про вільну торгівлю між Україною та державами ЄАВТ та 
Угода про сільське господарство між Україною та Королівством Норвегія від 24.06.2010; 
Угода між КМУ та Урядом Норвегії про технічне та фінансове співробітництво від 18.10.2016; 
Конвенція між Урядом України і Урядом Королівства Норвегія про уникнення подвійного оподаткування та попередження податкових ухилень стосовно податків на дохід і на майно від 07.03.1996; 
Угода про спрощення оформлення віз від 01.09.2011; 
Угода про реадмісію осіб від 01.09.2011.

### Культурно-гуманітарне співробітництво між Україною та Норвегією
Двостороннє співробітництво між Україною та Норвегією в культурно-гуманітарній сфері традиційно є важливою складовою відносин між двома країнами.
Пріоритетними напрямами в цій області є проведення українських культурних заходів в Норвегії, забезпечення участі українських представників у виставках, концертах і фестивалях, що організовуються на території Норвегії, встановлення і розвиток зв’язків між навчальними закладами двох країн, проведення заходів з відзначення видатних дат в історії та культурі українського народу, організація заходів, спрямованих на задоволення потреб представників української громади Норвегії тощо. Так, у 2018 році під час урочистого прийняття з нагоди 27-ї річниці Незалежності з найкращими творами українського пісенного спадку в Норвегії виступали солісти  Київського національного академічного театру оперети Галина Грегорчак-Одринська та Володимир Одринський. Влітку 2019 року з концертними шоу в містах Осло та Тронхейм вперше виступив український гурт «Фіолет».
У Норвегії також регулярно організовуються покази творів українського кіномистецтва, зокрема, у період з 2018 по 2020 роки в м. Осло відбулися прем’єрні покази фільмів «Кіборги. Герої не вмирають» та «Чорний ворон»; допрем’єрний показ фільму «Ціна правди» (англійська назва «Mr. Jones») у рамках кінофестивалю «Movies on War»; показ фільму «Сторонній» у рамках Ravenheart International Film Festival.
У 2019 році у рамках  робочої поїздки до Норвегії у складі української урядової делегації відбулася зустріч Міністра культури України Євгена Нищука з Міністром культури Норвегії Тріне Шкей Гранде. Під час зустрічі були обговорені основні напрямки можливого культурного співробітництва між двома країнами. Одним із перспективних напрямків започаткування співробітництва сторони відзначили креативні індустрії, які наразі набувають стрімкого розвитку в Україні.
Продовжують розвиватися українсько-норвезькі літературні контакти. Наприкінці 2018 року в Посольстві України в Королівстві Норвегія відбувся вечір культурної дипломатії за участі відомої української перекладачки, члена Національної спілки письменників України Наталі Іваничук, з нагоди отримання нею Королівського Норвезького Ордену Заслуг за перекладацьку діяльність та вагомий внесок у розвиток українсько-норвезьких культурних взаємин.
У 2019-2020 роках реалізовано проєкт зі створення у публічних бібліотеках Норвегії «українських поличок» — до фондів Національної бібліотеки Норвегії та Бібліотеки імені Дайхмана (центральної бібліотеки міста Осло) передано добірки творів українських класиків та сучасних вітчизняних авторів — Тараса Шевченка, Лесі Українки, Юрія Андруховича, Оксани Забужко, Сергія Жадана, Ліни Костенко, Андрія Куркова, Марії Матіос, Василя Шкляра та інших. Також «українські полички» включають низку англомовних книг українських та іноземних авторів з історії та сучасного розвитку України, добірку видань, присвячених сучасній українській культурі, книги для дітей, низку фотоальбомів, туристичних путівників та інші видання.
Низка гуманітарних об'єднань впродовж багатьох років тісно співпрацює з Україною у питаннях надання гуманітарної допомоги. Цільова гуманітарна допомога Україні надходить через гуманітарні організації Barn fra Ukraina, Tro Håp og Kjærlighet Stiftelsen, Організацію Червоного хреста.
У 2019 році Норвезька рада у справах біженців (НРБ — неурядова гуманітарна організація зі штаб-квартирою у місті Осло) розширила свою проєктну діяльність у Донецькій області. З метою координації реалізації нових проєктів на Донеччині НРБ відкрито нові польові офіси у містах Краматорськ та Курахове. Починаючи з 2014 року НРБ здійснює проєктну діяльність в Україні, спрямовану на сприяння розв’язанню проблем внутрішньо переміщених осіб та інших громадян, які постраждали внаслідок агресії Росії проти України. Проєкти НРБ в Україні здійснюються за фінансової підтримки урядів Норвегії, США, Швеції, Європейського Союзу (ECHO та EIDHR), Управління Верховного комісара ООН у справах біженців (UNHCR).
За результатами роботи Посольства у жовтні 2019 року було ухвалене рішення Уряду Норвегії про виділення 36,7 мільйонів норвезьких крон (приблизно 4 мільйони доларів США) на фінансування трирічного проєкту співробітництва між Україною та Норвегією у сфері охорони здоров’я. Проєкт включає три основні напрями взаємодії: фізичну реабілітацію, психологічну реабілітацію та реформування сектору охорони здоров’я. Проєкт буде також спрямований на потреби фізичної та психологічної реабілітації військовослужбовців Збройних Сил України. Окрему увагу у рамках проєкту планується присвятити підтримці створення в Україні сучасних реабілітаційних центрів. З норвезького боку реалізація проєкту координуватиметься Міністерством охорони здоров’я та соціальних служб Норвегії та включатиме такі інституції, як Реабілітаційну лікарню Суннаса (Sunnaas Rehabilitation Hospital), Університетську лікарню Акерсхуса (Akershus University Hospital), Норвезький інститут охорони здоров’я (Norwegian Institute of Public Health) та інші.
Особливою динамікою відзначився розвиток співробітництва в оборонній сфері, зокрема в рамках зустрічі Міністра оборони України А. Загороднюка з Міністром оборони Королівства Норвегія Ф. Бакке-Єнсеном у лютому 2020 року обговорено поточний стан співробітництва між двома країнами, зокрема можливості співробітництва в рамках «Північноєвропейського оборонного співробітництва» (NORDEFCO), проведення консультацій щодо політичної стратегії з питань територіальної цілісності, незалежності та безпеки.

### Торговельно-економічне співробітництво між Україною та Норвегією
Торговельно-економічне співробітництво між Україною та Норвегією регулюється наступними документами: Угодою про вільну торгівлю між Україною та державами Європейська асоціація вільної торгівлі (ЄАВТ) та Угодою про сільське господарство між Україною та Норвегією (обидві угоди були підписані 24 червня 2010 року та набули чинності 1 червня 2012 року). Протягом останніх років українсько-норвезьке торговельне та інвестиційне співробітництво характеризується відносно позитивною динамікою. 
Загальний обсяг торгівлі товарами між Україною та Норвегією у 2023 році склав 518 млн дол. США.
Україна експортувала в Норвегію товарів на суму 103 млн дол. США (у % до 2022 року: +65%). За цей же період Україна імпортувала з Норвегії товарів на 415 млн дол. США (у % до 2022 року: +82%).
Основні статті експорту: жири та олії тваринного або рослинного походження — 39,4% (у 2022 році — 4,3%); промислові товари — 29% (49,7%); продукти харчування та живі тварини — 11,5% (5,2%); машини та транспортне обладнання —– 10% (27%).
Основні статті імпорту: продукти харчування та живі тварини — 54% (у 2022 році — 59%); машини та транспортне обладнання — 22,5 % (6,1%); різні промислові вироби — 20,9 % (32,7%).
Негативне для України сальдо в торгівлі товарами з Норвегією у 2023 році склало 312 млн дол. США.
Статистична інформація стосовно торгівлі послугами та прямих інвестицій з боку Норвегії в економіку України за 2022 — 2023 роки відсутня, з огляду на те, що під час дії воєнного стану Державна служба статистики України призупинила оприлюднення даної статистичної інформації.
Торгівля послугами за 2021 рік становить 58 млн дол. США, у т. ч. експорт 45 млн дол США (у % до 2020 року: 117%) та імпорт 13 млн дол. США (у % до 2020 року: 31%).
Основні статті експорту: послуги у сфері телекомунікації, комп'ютерні та інформаційні послуги — 66% (у % до 2020 року: 107%); транспортні послуги — 23% (у % до 2020 року: 184%); ділові послуги — 10% (у % до 2020 року: 96%). 
Основні статті імпорту: ділові послуги — 49% (у % до 2020 року: 61%); послуги у сфері телекомунікації, комп'ютерні та інформаційні послуги — 28% (у % до 2020 року: 100%); державні та урядові послуги — 5% (у % до 2020 року: 2,5%).
Позитивне для України сальдо в торгівлі послугами з Норвегією за 2021 рік склало 31 млн дол. США.
Реальні обсяги експорту товарів та послуг з України в Норвегію є вищими за дані Державної служби статистики України. Схожою є ситуація і з обсягами експорту послуг з України в Норвегію. Існуючі відмінності у статистичних даних України та Норвегії спричинені незазначенням Норвегії як країни призначення для багатьох товарів та послуг українського експорту та натомість їхнім зарахуванням як експорту до держав Європейського Союзу (ЄС), насамперед Данії, Нідерландів, Німеччини, Польщі та країн Балтії.
За даними Національного банку України станом на 31 грудня 2021 року Норвегія інвестувала в економіку України 34,8 млн дол. США прямих інвестицій (інструменти участі в капіталі та боргові інструменти, залишки за країнами світу). Водночас інструменти участі в капіталі (залишки за країнами світу) станом на 31 грудня 2021 року становили 26,1 млн дол. США, що склало 0,1 % у загальному обсязі прямих іноземних інвестицій в економіку України. 
Станом на 31 грудня 2021 року українські інвестиції в економіку Норвегії не залучалися.

### Освітнє та наукове співробітництво між Україною та Норвегією
З 2015 року Європейський центр імені Вергеланда (м. Осло) тісно співпрацює з Міністерством освіти України з питань, що стосуються реформ у сфері освіти. 27 січня 2020 року розпочато реалізацію 5‑го циклу програми підтримки освітніх реформ в Україні «Демократична школа», учасниками якого стали 60 українських шкіл. Станом на початок 2020 року до участі в програмі залучено понад 350 шкіл з усіх областей України, підготовлено більше 72 тренерів, створено кілька посібників з громадянської відповідальності, запропоновано новації до навчальної програми для 12 класу.
Помітний внесок у розвиток наукових та освітніх зв’язків між Україною та Норвегією робить проєктна діяльність Норвезького центру з питань міжнародного співробітництва та підвищення якості вищої освіти (DIKU), за підтримки якого з 2010 року реалізовано близько 70 проєктів за участі ВНЗ України на загальну суму понад 12 млн дол. США.
Проєкт «Норвезько-української співпраці в галузі освіти та досліджень у сфері сталого управління» Університету Нурланна (м. Будьо) з Київським національним університетом імені Тараса Шевченка дав можливість отримати дипломи 190 магістрам, 35 кандидатам наук та 60 викладачам.
У рамках проєкту «Професійна перепідготовка військовослужбовців Збройних Сил України, звільнених у запас та членів їх сімей», що вже 15 років проводиться під егідою Міжнародного фонду соціальної адаптації, Норвезького Інституту ділового управління Університету Нурланна та 18 вищих навчальних закладів (ВНЗ) України, професійну перепідготовку отримали майже 11 000 громадян України, серед них понад 1 400 учасників АТО/ООС. Проєкт подовжено на 2020 — 2022 роки.
В Норвегії реалізовано два проєкти Першої леді України Олени Зеленської — «Українські книжкові полички» (17 жовтня 2022 року на Свальбарді, 29 листопада 2022 року в м. Агдер та 20 грудня 2022 року в м. Осло) та запроваджено україномовний аудіогід на автобусному туристичному маршруті міста Осло, що дозволяють громадянам України підтримувати зв'язок з Батьківщиною. 
19 червня та 20 червня 2023 року в приміщеннях Університету Осло були проведені перші зовнішні вступні випробування до закладів вищої освіти України для громадян, які через повномасштабне вторгнення РФ в Україну наразі перебувають в Норвегії.

## Договірно-правова база між Україною та Норвегією
24.08.1991 — Угода у формі обміну нотами (між урядами СРСР і Королівства Норвегія) про видачу на взаємній основі багаторазових в’їзних виїзних віз співробітникам посольств, включаючи дипломатичний та адміністративно-технічний персонал і членів їх родин від 14 липня 1976 р. — 21 січня 1977 р.
05.02.1992 — Протокол про встановлення дипломатичних відносин між Україною і Королівством Норвегія.
28.09.1994 — Протокол між Міністерством закордонних справ України і Міністерством закордонних справ Королівства Норвегія.
30.01.1995 — Угода між Урядом України та Урядом Королівства Норвегія про оперативне сповіщення про ядерні аварії та обмін інформацією про ядерні установки (від 28 вересня 1994 року).
07.03.1996 — Декларація про основні принципи відносин між Україною і Королівством Норвегія.
07.03.1996 — Протокол між Урядом України та Урядом Королівства Норвегія про договірну базу двосторонніх українсько-норвезьких відносин.
18.09.1996 — Конвенція між Урядом України і Урядом Королівства Норвегія про уникнення подвійного оподаткування та попередження податкових ухилень стосовно податків на доход і на майно (від 07.03.1996 року).
01.11.1998 — Угода між Урядом України та Урядом Королівства Норвегія про торговельні зв’язки та економічне співробітництво (від 27.01.1998 року).
09.06.1999 — Угода між Міністерством оборони України та Міністерством оборони Королівства Норвегія про військове співробітництво.
27.03.2001 — Угода між Урядом Королівства Норвегія та Урядом України про повітряне сполучення.
14.04.2003 — Меморандум про взаєморозуміння між Державним департаментом ветеринарної медицини Міністерства аграрної політики України та Міністерством рибного господарства Королівства Норвегія.
02.06.2004 — Угода між Державним комітетом зв’язку та інформатизації України та Міністерством транспорту і зв’язку Королівства Норвегія про співробітництво у сфері поштового зв’язку і телекомунікацій (від 2.06.2004 р.).
02.06.2005 — Меморандум про взаєморозуміння щодо критеріїв якості риби між Державним департаментом ветеринарної медицини Міністерства аграрної політики України та Норвезьким органом з безпеки продуктів харчування.
07.07.2005 — Протокол про доступ до ринків товарів та послуг в рамках вступу України до Світової організації торгівлі (СОТ).
01.01.2006 — Угода між Кабінетом Міністрів України та Урядом Королівства Норвегія про міжнародні автомобільні перевезення пасажирів і вантажів (від 15.06.2004 р.).
14.03.2006 — Меморандум про взаєморозуміння між Норвезьким Директоратом морського транспорту і Міністерством транспорту та зв‘язку України про визнання сертифікатів моряків відповідно до вимог Правила І, 10 Міжнародної конвенції про підготовку і дипломування моряків та несення вахти1978 року, з поправками.
01.05.2007 — Угода між Урядом України та Урядом Королівства Норвегія про взаємодопомогу в митних справах (від 15.06.2004 р.).
08.12.2008 — Угода між Кабінетом Міністрів України та Урядом Королівства Норвегія про захист інформації з обмеженим доступом (від 12.09.2006 р.).
28.09.2009 — Меморандум про взаєморозуміння між Міністерством закордонних справ Норвегії та Міністерством охорони навколишнього середовища України стосовно домовленостей щодо надання підтримки Україні в процесі встановлення цільових показників згідно з Протоколом про воду та здоров’я.
15.03.2010 — Меморандум про співробітництво у сфері регулювання галузі зв’язку між Національною комісією з питань регулювання зв’язку України та Норвезьким органом регулювання зв’язку.
01.09.2011 — Угода між Кабінетом Міністрів України та Урядом Королівства Норвегія про реадмісію осіб (від 13.02.2008 р.).
01.09.2011 — Угода між Кабінетом Міністрів України та Урядом Королівства Норвегія про спрощення оформлення віз (від 13.02.2008 р.).
16.09.2011 — Спільна заява Державного агентства рибного господарства України, Міністерства рибного та сільського господарства Ісландії та Міністерства рибного господарства та прибережних справ Норвегії про співробітництво у сфері рибного господарства.
01.06.2012 — Угода про вільну торгівлю між Україною та державами ЄАВТ (від 24.06.2010 р.).
01.06.2012 — Угода про сільське господарство між Україною та Королівством Норвегія (від 24.06.2010 р.).
04.07.2013 — Угода між Кабінетом Міністрів України та урядом Королівства Норвегія про співробітництво у сфері ядерної та радіаційної безпеки та зняття з експлуатації Чорнобильської АЕС та перетворення об’єкта «Укриття» на екологічно безпечну систему (від 30.11.2012 р.).
18.11.2014 — Угода між Урядом України та Урядом Королівства Норвегія стосовно підтримки державного бюджету.
18.11.2014 — Угода між Урядом України та Урядом Королівства Норвегія про створення міжурядової комісії з питань співробітництва у галузі торгівлі, підприємництва та економіки.
18.11.2014 — Угода між Державною інспекцією ядерного регулювання України та Норвезьким агентством радіаційного захисту про співробітництво в сфері ядерної та радіаційної безпеки.
18.11.2014 — Меморандум про взаєморозуміння між Національним агентством з акредитації України та Норвезькою акредитацією.
18.11.2014 — Протокол про співпрацю між Норвезько-українською торговою палатою та Міжнародною торговою палатою України.
18.10.2016 — Спільна декларація про партнерство між Україною та Королівством Норвегія.
28.04.2017 — Спільна заява щодо початку двостороннього діалогу з питань європейської інтеграції.
28.01.2019 — Спільна заява щодо посилення Українсько-норвезького співробітництва у сфері енергетики.
03.12.2020 — Протокол щодо практичної реалізації процедур оперативного сповіщення про ядерні аварії та обмін інформацією про ядерні установки між Державною інспекцією ядерного регулювання України та Норвезьким агентством з радіаційної та ядерної безпеки.

## Історичні контакти між Україною та Норвегією
Історичні контакти між Україною та Норвегією сягають кінця першого тисячоліття н. е. У період з 975 по 1066 рр. Норвегія та Київська Русь (скандинавська назва — Гардарикі) підтримували особливі дружні стосунки. Багато нащадків норвезьких королів та знаті довгий час перебували при Київському дворі, де навчалися військової справи, а також могли брати участь у походах на Константинополь (скандинавська назва — Міклагард), звідки поверталися із багатою здобиччю.
Так, при дворі Володимира Великого у Києві з раннього дитинства виховувався легендарний норвезький король Улав (Олаф) I Трюгвасон (нар.968 — пом.1100), який, за переказами, крім давньоскандинавської, розмовляв старослов’янською мовою.
Цікаво, що в ті часи Швеція намагалась заручитися союзницькими відносинами із Норвегією через династійний шлюб. У цьому зв’язку характерною є доля матері Єлизавети Ярославни, доньки шведського короля, Інгігерди (після хрещення — княгиня Ірина). Перед тим як укласти шлюб Інгігерди із князем Ярославом, її батько, король Швеції Улоф, пообіцяв її руку норвезькому королеві Улаву Святому (хрестителю Норвегії, рр. правління: 1015 — 1028), через що вони стали непримиренними ворогами. Існують відомості, що Улав Святий перебував при дворі у князя Ярослава в часи свого вигнання з норвезької землі (бл. 1029 р.), а повертаючись, залишив у Києві свого сина Магнуса, майбутнього короля Норвегії Магнуса Доброго (рр. правління: 1035 — 1047), на виховання.
Проте найбільш легендарним у тисячолітній історії відносин між Києвом та Осло був шлюб Гаральда Суворого та доньки Ярослава Мудрого та Інгігерди — Єлизавети (скандинавське ім’я — Еллісів). Гаральд довгий час перебував при дворі князя Ярослава, разом із Магнусом, який приходився Гаральду небожем. Норвезькі саги розповідають, що після того, як Ярослав Мудрий відмовив Гаральдові у руці Єлизавети через нерівність такого шлюбу, він подався на службу до Константинополя, звідки повернувся зі славою непереможного воїна і великими скарбами. Вважають, що давньоскандинавську сагу про Ярославну написав сам Гаральд, де кожна строфа завершується таким повтором: «…тільки діва з руською косою мною погорджує». 1045 року вони одружилися, а приблизно через рік Гаральд разом з Єлизаветою та численною дружиною вирушив до Норвегії.
Після смерті Магнуса 1047 року Гаральд Суворий став королем Норвегії й цього ж року заснував нову столицю Норвегії — місто Осло, що стало королівською резиденцією. 1066 року Гаральд загинув у битві за Англію. Відомо, що Єлизавета чекала його переможного повернення на Оркнейських островах.
Зі смертю Гаральда на довгий час переривається період переможної історії Норвегії, як і можливість ведення незалежної зовнішньої політики. Згодом в результаті Кальмарської унії (1397 р.) Норвегія потрапляє під владу короля Данії, а з 1814 по 1905 рр. — Швеції. Норвегія здобула незалежність 1905 року.
Норвегія визнала незалежність України 24 грудня 1991 р.
Дипломатичні відносини між Україною і Королівством Норвегія встановлені 5 лютого 1992 р. Посольство Королівства Норвегія в Україні відкрито у 1992 р. Повномасштабне Посольство України у Королівстві Норвегія розпочало діяльність у жовтні 2004 р.

## Українці в Норвегії
За даними Норвезької імміграційної служби, станом на грудень 2023 року в Норвегії проживало майже 67 тисяч громадян України зі статусом тимчасового колективного захисту. Найбільшими за кількістю українців осередками є міста Осло, Берген, Ставангер, Тронгейм та Драммен. В цілому ж українці мешкають розосереджено по всій території Норвегії.
За приблизними оцінками Статистичного Центрального Бюро Норвегії, кількість українців, працюючих в країні, нараховує 11 тисяч осіб, серед них більше ніж половина — прибули до Норвегії після початку повномасштабного вторгнення РФ. Кожен п'ятий українець у віці 20 — 66 років, який іммігрував до Норвегії після російського вторгнення, мав роботу станом на листопад 2023 року (готельна та ресторанна діяльність, ділові послуги, переробна промисловість, охорона здоров'я та соціальна робота, первинна промисловість та роздрібна торгівля). Має місце практика української трудової міграції за сезонним принципом: близько 250 українців є нерезидентами (іноземними працівниками, які приїжджають на роботу.